# Dragão (vela)

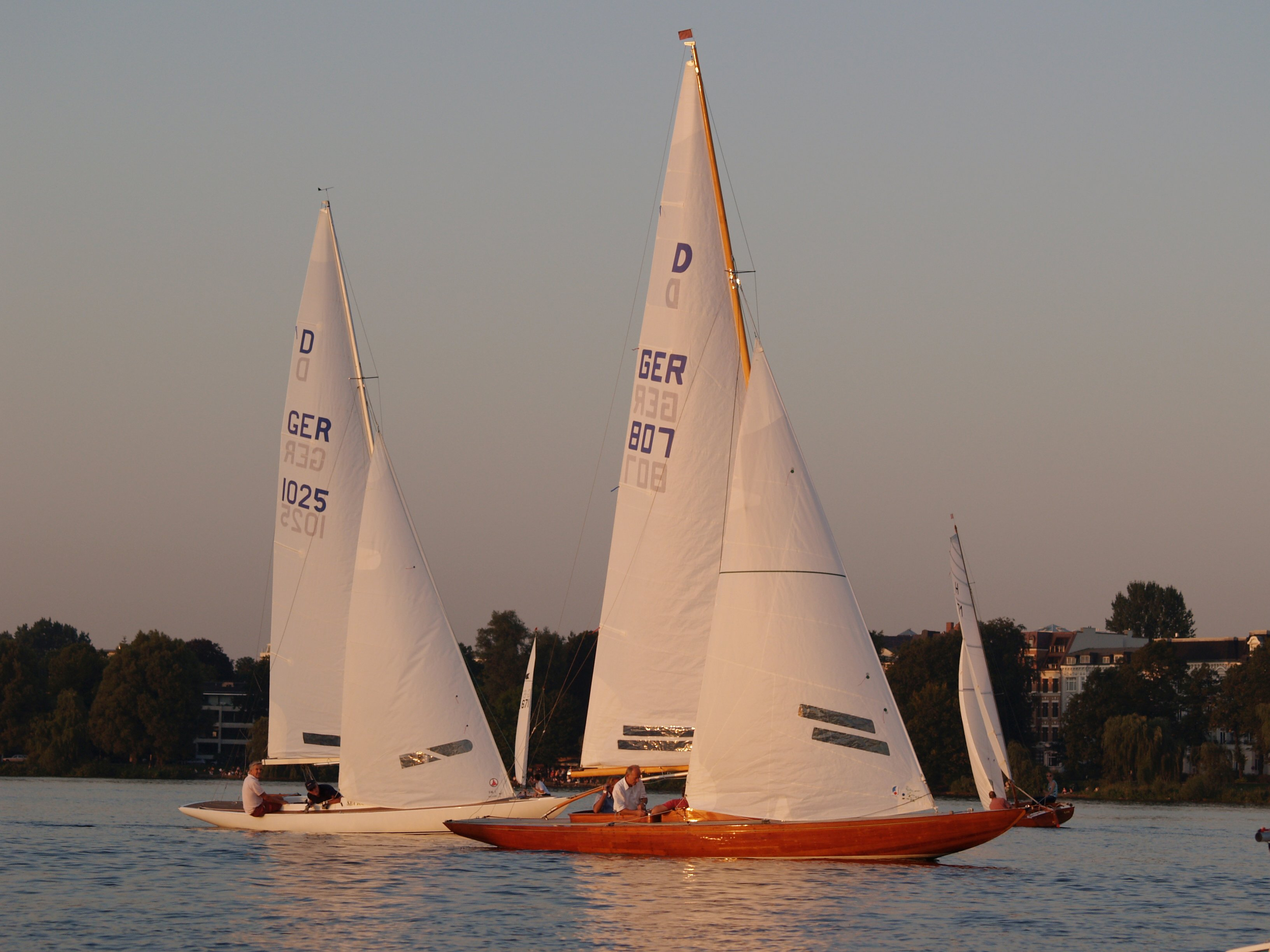
Dragões

O Dragão, internacionalmente conhecida como Dragon, é um barco à vela para três pessoas.
Este barco foi desenhado em 1929 pela norueguesa Joana Anker. Em 1948, o Dragão tornou-se uma classe olímpica, estatuto que manteve até aos Jogos Olímpicos de Munique em 1972.
A classe Dragão está actualmente representada em 26 países nos 5 Continentes. Havia, em 2004, 1 444 barcos registados. O campeonato do Mundo é efectuado de dois em dois anos.